# Luis Gonzalez (beisebolista)
Luis Emilio Gonzalez (nascido em 3 de setembro de 1967), apelidado de "Gonzo", é um ex-jogador profissional de beisebol da Major League Baseball que atuou como campista esquerdo. Gonzalez passou seus melhores anos com o Arizona Diamondbacks e foi um dos jogadores mais populares da história desta organização. Foi o resónsável pela rebatida da vitória no Jogo 7 da World Series de 2001 em cima do arremessador Mariano Rivera do New York Yankees, dando a vitória aos Diamondbacks em seu primeiro e único campeonato até o momento.